# فيلقية لونغبيتشية
فيلقية لونغبيتشية (الاسم العلمي: Legionella longbeachae) هي نوع من البكتيريا يتبع جنس الفيلقية من الفصيلة الفيالقية. تم عزل هذه البكتريا لأول مرة من مريض في لونغ بيتش، كاليفورنيا وتتواجد في التربة والسماد في الغالب. وتسمى العدوى التي تصيب البشر بسببها حمى بونتياك. والعدوى التي تصيب الإنسان من الفيلقية اللونغبيشية هي شائعة في أستراليا،  ولكن تم توثيق حالات في بلدان أخرى مثل الولايات المتحدة،  واليابان واليونان والمملكة المتحدة.